# Condado autónomo de Fuxin
Fuxin (en chino, 阜新; pinyin, Fùxīn) es un condado autónomo bajo la administración directa de la Prefectura Fuxin en la Provincia de Liaoning, República Popular China.  Su área es de 6217 km² y su población total para 2010 superó los 660 mil habitantes. 

## Administración
Desde julio de 2020, el  condado Fuxin se divide en 36 pueblos que se administran en 1 subdistrito,   32 poblados y 3 villas.

## Toponimia
El topónimo está compuesto de los sinogramas Fu (阜) que significa "mucho" y Xin (新) que significa "nuevo". Hay una teoría que indica que esos sinogramas viene del dicho; “山(阜)日(新)” al español sería algo así como "Las colinas se renuevan cada día", un proverbio chino que transmite la idea de que la naturaleza está siempre en renovación y crecimiento, sugiriendo un proceso constante de mejora. Otra teoría indica que viene de la frase; lugar donde la gente prospera y donde surgen productos ricos y frescos.  
Como las otras regiones autónomas, se caracteriza por estar asociada a un grupo étnico minoritario, en este caso, los mongoles. La región recibió la condición de "autónomo" cuando se estableció el Condado autónomo mongol de Fuxin el 7 de abril de 1958.